# دوين إسبي
دوين إسبي (بالإنجليزية: Duane Espy)‏ هو لاعب كرة قاعدة أمريكي، ولد في 23 يونيو 1952.